# Šárka Smazalová
Šárka Smazalová (15. června 1945 Praha – 5. října 1968 Praha) byla česká básnířka a prozaička české beatnické generace, která předčasně zemřela.

## Život

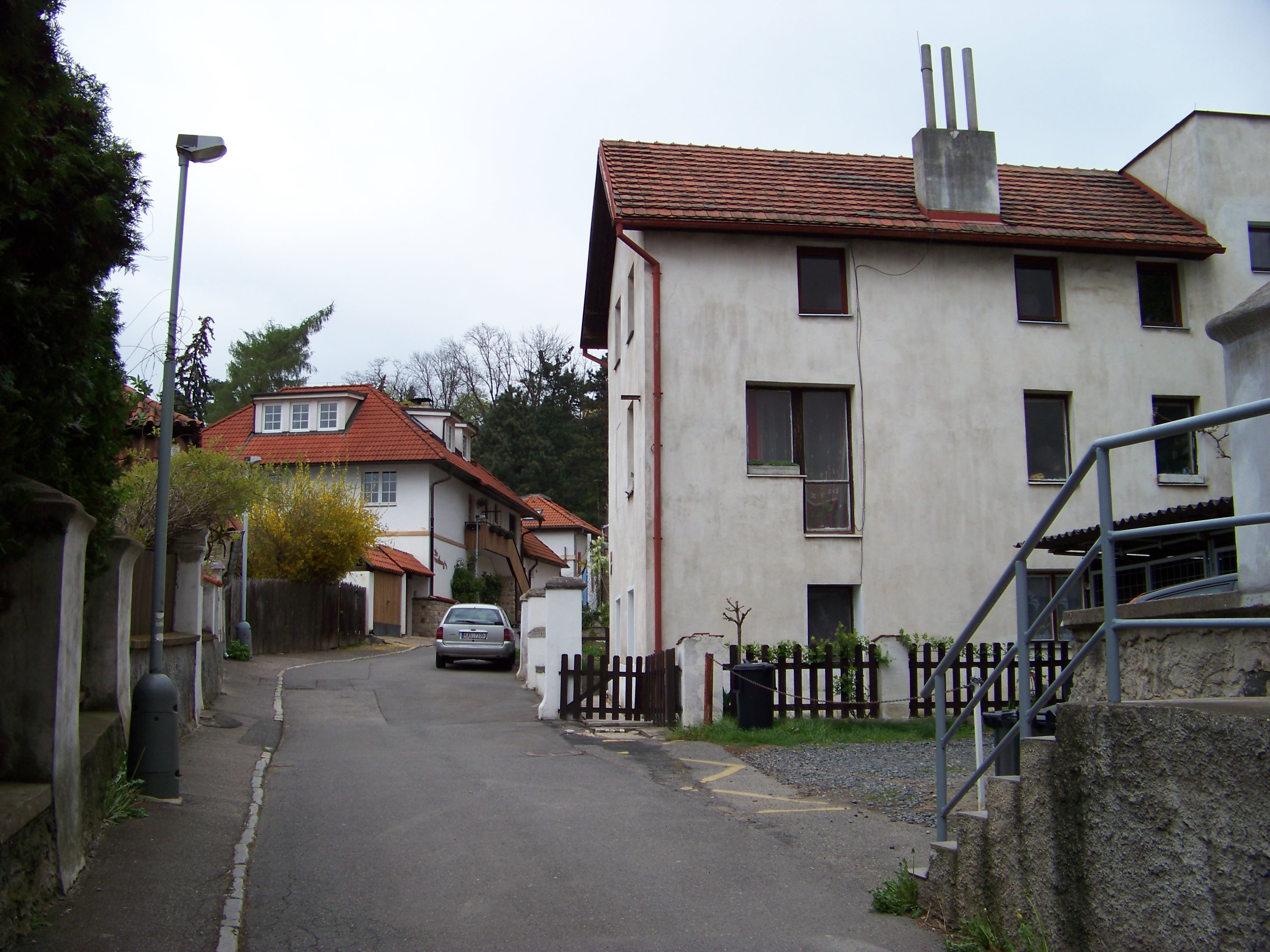
Podolí, Pod Vyšehradem 20 (Hanzelberk, stav 2014)

Po studiu na jedenáctileté střední škole byla přijata na Univerzitu Karlovu, kde studovala psychologii a filosofii v letech 1963–1968. Studium přerušila pro nemoc.
V roce 1966 pracovala několik měsíců jako pomocná síla ve Vinohradské nemocnici. Zde se spřátelila s lékařkou a spisovatelkou Valjou Stýblovou. V témže roce se seznámila s komunitou umělců žijících v tzv. Hanzlberku (Praha 4, Pod Vyšehradem 20).
Koncem roku 1967 se provdala za právníka a vědce Ivana Bystřinu. V roce 1968 byla hospitalizována v pražské psychiatrické léčebně, život ukončila skokem z okna svého bytu.

## Dílo
Poezii psala Šárka Smazalová od dětství, většina jejích prací však byla objevena až po její smrti.

### Časopisecká vydání
Od poloviny 60. let 20. století publikovala v časopisech Mladý svět, Divoké víno, My 68, Literární noviny a ve Večerní Praze.

### Knižní vydání
- Flétnové vábení (Výbor veršů z let 1961-1967, Praha, Vyšehrad, 1972)
- Dospívání (básnická próza, soukromý tisk k 10. výročí úmrtí dcery, Milada a Jan Smazalovi, 1978)
- Čaj a jiné texty (výbor z díla z let 1960-1968, uspořádal, k vydání připravil a medailon autorky a ediční poznámku napsal Martin Machovec, Praha, Torst, 2006)

### Divadlo
- Divadlo Orfeus
  - Dramatický skeč Čaj byl připravován ke scénickému uvedení v roce 1968 souborem Orfeus, režisérem Radimem Vašinkou. Premiéru měl až po autorčině smrti, v roce 1969.[3]
  - Divadlo Orfeus uvedlo v roce 1999 znovu Čaj, doplněný autorčinými verši.
- Divadlo Viola
  - V roce 1969 pod názvem Dvojhlas - Večer poezie Šárky Smazalové a Zdeňka Rosenbauma
  - V roce 1978 Na dotek ruky - Verše Šárky Smazalové a Jany Rathouské; scéna byla vyzdobena autorčinými kresbami.